# Klimov VK-1

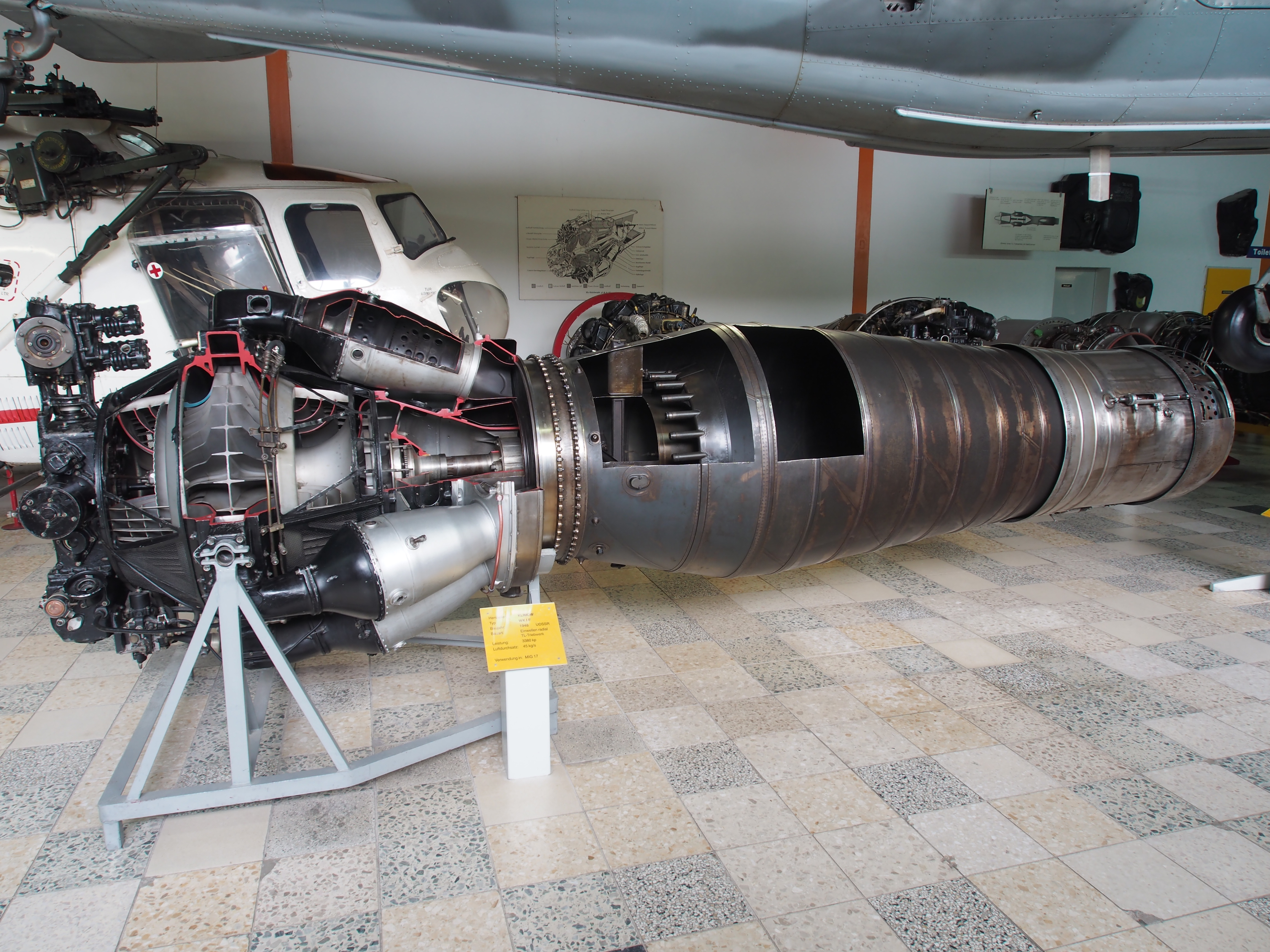
Klimov VK-1F versione con postbruciatore del VK-1 esposto al Flugausstellung Hermeskeil

Il Klimov VK-1 fu il primo motore a reazione sovietico costruito in grandi quantità. Fu sviluppato da Vladimir Jakovlevič Klimov e prodotto inizialmente nella fabbrica GAZ 116. Derivava dal Rolls-Royce Nene degli anni cinquanta. Il motore fu costruito su licenza in Cina con la designazione Wopen WP-5.

## Storia del progetto
Gli studi sulla propulsione a reazione in Unione Sovietica presero avvio fin dagli anni venti sviluppandosi poi concretamente grazie a Archip Michajlovič Ljul'ka che tra il 1936 e il 1938 sviluppò il primo motore a getto sovietico, denominato RD-1 (da Reaktivnyy Dveegatel, motore a getto) presso il Khar'hov Aviation Institute.
Le esigenze belliche connesse allo scoppio del conflitto con la Germania nazista il 22 giugno del 1941, interruppero la costruzione del motore, già completo al 75%. Le attività di studio e ricerca sui motori a getto ripresero nel 1944, quando già velivoli a reazione pienamente operativi erano apparsi sui cieli della Germania.
Con la conclusione del conflitto, il governo sovietico si avvalse degli studi tedeschi in materia realizzando la copia dei primi turbogetti sviluppati in Germania come lo Junkers Jumo 004 e il BMW 003 che furono designati rispettivamente RD-10 e RD-20.
La spinta sviluppata da queste prime realizzazioni motoristiche oscillava tra i 7 e 9 kN. Installati sui primi velivoli a reazione sovietici, Mikoyan-Gurevich MiG-9 e Yakovlev Yak-15, consentirono all'industria aeronautica e motoristica sovietica la formazione di un primo bagaglio di esperienze in questo campo.
Mentre proseguiva lo sviluppo della famiglia di turbogetti con compressore assiale, nel 1946 il governo sovietico decise l'acquisto della licenza di costruzione dei più avanzati turbogetti occidentali allora disponibili, il Rolls-Royce Nene e il Rolls-Royce Derwent.
Fidando degli ancora buoni rapporti con il governo laburista inglese, Artëm Ivanovič Mikojan, Vladimir Jakovlevič Klimov e l'ingegnere metallurgico S. Kishkin furono inviati in Gran Bretagna per negoziare l'acquisto della licenza di costruzione dei turbogetti Rolls-Royce.
La missione si risolse positivamente con l'acquisto di trenta Derwent V e venticinque Nene che, una volta giunti in Unione Sovietica, furono accuratamente smontati e studiati in ogni dettaglio dallo TsIAM (Tsentrahl'nyy Institoot Aviatseeonnovo Motorostroyeniya, Istituto Centrale di Motori Aeronautici) di Mosca.
Con l'avvio della licenza di costruzione, il Derwent V fu designato RD-500 mentre i Nene I e Nene II assunsero rispettivamente la denominazione locale di RD-45 e RD-45F.
Nonostante l'RD-500 fosse stato ritenuto più adatto per i velivoli da caccia (venendo installato sugli Yakovlev Yak-23, Yakovlev Yak-30 e Lavochkin La-15, mentre il più pesante RD-45 prescelto come apparato propulsivo dei bombardieri Tupolev Tu-14 e Ilyushin Il-28) l'OKB di Mikoyan si mosse controcorrente preferendo l'RD-45 come apparato propulsore del MiG-15.
Con l'esperienza acquisita con gli RD-500 e RD-45 e avvalendosi del lavoro di ricerca del TsIAM sui compressori centrifughi, l'OKB di Klimov realizzò nel dicembre 1948 il Klimov VK-1. Rispetto al precedente RD-45, le migliorie strutturali e metallurgiche introdotte nel VK-1 ne incrementarono sia la spinta, che raggiunse circa 27 kN, che le ore di funzionamento (versione VK-1A). Tra le altre migliorie introdotte, vi fu l'adozione di camere di combustione e turbina di maggiori dimensioni con un conseguente incremento del flusso d'aria all'interno del motore, che passò da una portata iniziale di 41 kg/s, ad una portata di 45 kg/s.
Il Klimov VK-1 fu quindi scelto come apparato propulsivo del MiG-15bis, versione migliorata del MiG-15. Inoltre venne installato sulla versione aerosilurante del Tupolev Tu-14 e sul bombardiere Ilyushin Il-28.
La produzione totale, iniziata verso la fine del 1949, fu di 39 000 esemplari.  Ne fu sviluppata anche una versione con postbruciatore, denominata VK-1F con una spinta di 33 kN, installata sul Mikoyan-Gurevich MiG-17.
Ancora oggi, in Russia si utilizzano come spazzaneve e sciogli neve, camion su cui sono installati turbogetti Klimov VK-1.

## Produzione su licenza
Cina
- Wopen WP-5

## Velivoli Utilizzatori

### Militari
Unione Sovietica
- Mikoyan-Gurevich MiG-15
- Mikoyan-Gurevich MiG-17
- Tupolev Tu-14
- Ilyushin Il-28

### Sperimentali
Unione Sovietica
- Lavochkin La-176

Il 26 dicembre 1948 fu il primo aereo sovietico a superare Mach 1